# Tour de Flandes 2015
El Tour de Flandes 2015 va ser la 99a edició del Tour de Flandes. Es disputà el 5 d'abril de 2015 sobre un recorregut de 264,2 km entre Bruges i Oudenaarde, sent la vuitena prova de l'UCI World Tour 2015.
El vencedor de la cursa fou el noruec Alexander Kristoff (Team Katusha), que s'imposà clarament a l'esprint al seu company d'escapada, el neerlandès Niki Terpstra (Etixx-Quick Step). El belga Greg Van Avermaet (BMC Racing Team) completà el podi.

## Presentació

### Recorregut
El recorregut es va presentar el 25 de novembre de 2014. Respecte als anys precedents es manté el mateix esquema, tot i que amb alguna modificació en l'ordre d'ascensió dels diferents murs i amb la incorporació de dues noves ascensions respecte al 2014. Després d'uns 80 primers quilòmetres sense cap dificultat a manca de 170 km els ciclistes han d'afrontar el primer dels murs, el Tiegemberg . Al km 112 es puja per primera vegada l'Oude Kwaremont i partir d'aquest punt es fan dos circuits pels voltants d'Oudenaarde on hi ha situades totes les dificultats. Els ciclistes hauran de superar un total de 19 murs, bona part d'ells sobre pavé, així com sis trams de pavé en pla.

#### Murs
19 murs són programats en aquesta edició, la major part d'ells coberts amb pavé.
| Núm. | Nom            | Km    | Ferm   | Llargada (m) | Pendent mitjana | Km a meta |
| ---- | -------------- | ----- | ------ | ------------ | --------------- | --------- |
| 1    | Tiegemberg     | 87,3  | asfalt | 750          | 5,6%            | 177,0     |
| 2    | Oude Kwaremont | 112,9 | pavé   | 2200         | 4%              | 152,0     |
| 3    | Kortekeer      | 123,2 | asfalt | 1.000        | 6,4%            | 141,7     |
| 4    | Eikenberg      | 130,7 | pavé   | 1.300        | 6,2%            | 134,2     |
| 5    | Wolvenberg     | 133,8 | asfalt | 666          | 6,8%            | 131,1     |
| 6    | Molenberg      | 146,5 | pavé   | 463          | 7%              | 118,4     |
| 7    | Leberg         | 167   | asfalt | 700          | 6,1%            | 97,9      |
| 8    | Berendries     | 171,1 | asfalt | 940          | 7%              | 93,8      |
| 9    | Valkenberg     | 176,4 | asfalt | 540          | 8,1%            | 88,5      |
| 10   | Kaperij        | 187,0 | pavé   | 1.250        | 5%              | 77,9      |
| 11   | Kanarieberg    | 194,4 | asfalt | 1000         | 7,7%            | 70,5      |
| 12   | Oude Kwaremont | 210,3 | pavé   | 2.200        | 4%              | 54,6      |
| 13   | Paterberg      | 213,7 | pavé   | 360          | 12,9%           | 51,2      |
| 14   | Koppenberg     | 220,3 | pavé   | 600          | 11,6%           | 44,6      |
| 15   | Steenbeekdries | 225,7 | asfalt | 700          | 5,3%            | 39,2      |
| 16   | Taaienberg     | 228,2 | pavé   | 530          | 6,6%            | 36,7      |
| 17   | Kruisberg      | 238,4 | asfalt | 2.500        | 5%              | 26,5      |
| 18   | Oude Kwaremont | 248,2 | pavé   | 2.200        | 4%              | 16,7      |
| 19   | Paterberg      | 251,7 | pavé   | 360          | 12,9%           | 13,2      |

#### Sectors de pavès
Els ciclistes hauran de superar 6 sectors de pavé repartits entre 90 quilòmetres.
| Núm. | Nom              | Km    | Llargada | Km a meta |
| ---- | ---------------- | ----- | -------- | --------- |
| 1    | Ruitersstraat    | 133,9 | 800      | 131       |
| 2    | Kerkgate         | 137,2 | 2.650    | 127,7     |
| 3    | Holleweg         | 139,8 | 350      | 125,1     |
| 4    | Paddestraat      | 151,5 | 2.300    | 113,4     |
| 5    | Haaghoek         | 164,0 | 2.000    | 100,9     |
| 6    | Mariaborrestraat | 224,4 | 2.000    | 40,5      |

### Equips
| Núm.    | Codi | Equip                 |
| ------- | ---- | --------------------- |
| 1-8     | TFR  | Trek Factory Racing   |
| 11-18   | EQS  | Etixx-Quick Step      |
| 21-28   | LTS  | Lotto Soudal          |
| 31-38   | ALM  | AG2R La Mondiale      |
| 41-47   | AST  | Astana Qazaqstan Team |
| 51-58   | BMC  | BMC Racing Team       |
| 61-68   | FDJ  | FDJ                   |
| 71-78   | IAM  | IAM Cycling           |
| 81-88   | LAM  | Lampre-Merida         |
| 91-98   | MOV  | Movistar Team         |
| 101-107 | OGE  | Orica-GreenEDGE       |
| 111-118 | TCG  | Cannondale-Garmin     |
| 121-128 | TGA  | Team Giant-Alpecin    |

| Núm.    | Codi | Equip                       |
| ------- | ---- | --------------------------- |
| 131-138 | KAT  | Team Katusha                |
| 141-148 | TLJ  | Team LottoNL-Jumbo          |
| 151-158 | SKY  | Team Sky                    |
| 161-168 | TCS  | Team Tinkoff-Saxo           |
| 171-178 | AND  | GW Erco Shimano             |
| 181-188 | BOA  | Bora-Argon 18               |
| 191-198 | COF  | Cofidis                     |
| 201-208 | MTN  | MTN Qhubeka                 |
| 211-218 | ROM  | Roompot                     |
| 221-228 | EUC  | Team Europcar               |
| 231-238 | TSV  | Topsport Vlaanderen-Baloise |
| 241-248 | WGG  | Wanty-Groupe Gobert         |

### Favorits
Davant l'absència de dos dels principals favorits a la victòria final, Tom Boonen (Etixx-Quick Step) i Fabian Cancellara (Trek Factory Racing), aquesta edició del Tour de Flandes queda més oberta. Entre els principals favorits hi ha Peter Sagan (Team Tinkoff-Saxo), Zdeněk Štybar i Niki Terpstra (Etixx-Quick Step), Jürgen Roelandts (Lotto Soudal), Geraint Thomas (Team Sky), recent vencedor de l'E3 Harelbeke, Luca Paolini, vencedor de la darrera Gant-Wevelgem i el seu company d'equip al Team Katusha Alexander Kristoff, recent vencedor dels Tres dies de De Panne.

## Classificació final
|    | Cilista                  | Equip                 | Temps      | UCI World Tour Punts |
| -- | ------------------------ | --------------------- | ---------- | -------------------- |
| 1  | Alexander Kristoff (NOR) | Team Katusha          | 6h 26' 32" | 100                  |
| 2  | Niki Terpstra (NED)      | Etixx-Quick Step      | m. t.      | 80                   |
| 3  | Greg Van Avermaet (BEL)  | BMC Racing Team       | + 7"       | 70                   |
| 4  | Peter Sagan (SVK)        | Team Tinkoff-Saxo     | + 16"      | 60                   |
| 5  | Tiesj Benoot (BEL)       | Lotto Soudal          | + 36"      | 50                   |
| 6  | Lars Boom (NED)          | Astana Qazaqstan Team | + 36"      | 40                   |
| 7  | John Degenkolb (GER)     | Team Giant-Alpecin    | + 49"      | 30                   |
| 8  | Jurgen Roelandts (BEL)   | Lotto Soudal          | + 49"      | 20                   |
| 9  | Zdenek Stybar (CZE)      | Etixx-Quick Step      | + 49"      | 10                   |
| 10 | Martin Elmiger (SUI)     | IAM Cycling           | + 49"      | 4                    |